# Карл Фридрих Саксен-Веймар-Эйзенахский
Карл Фридрих (нем. Karl Friedrich von Sachsen-Weimar-Eisenach; 2 февраля 1783, Веймар — 8 июля 1853, Веймар) — великий герцог Саксен-Веймар-Эйзенахский с 14 июня 1828 года, старший сын Карла Августа и Луизы Гессен-Дармштадтской. 7 августа 1803 года был награждён орденом Св. Андрея Первозванного.

## Биография
Карл-Фридрих родился 2 февраля 1783 года в городе Веймаре. Получил полное воспитание.
Немедленно после вступления на престол ограничил расходы двора. Совещаясь с чиновниками, он заботился об усовершенствовании законодательства, преимущественно в делах, касающихся церкви и образования; старался поднять и оживить земледелие, торговлю и промышленность; принимал участие в организации таможенного союза.
Движение, охватившее в 1848 году всю Германию, коснулось также и Веймара, однако великий герцог сумел овладеть движением, частично личным воздействием на волновавшуюся толпу, частично проведением реформ и назначением в министры либерального Виденбрука. В результате движения 1848 года вылились для Веймара свободой печати, преобразованием представительства и изданием в 1850 году «Организации общин в Великом герцогстве Веймарском».
Карл-Фридрих умер 8 июля 1853 года в родном городе.

## Брак и дети
С 1804 года был женат на великой княжне Марии Павловне, дочери русского императора Павла. Супруги приходились друг другу четвероюродными братом и сестрой (являлись праправнуками прусского короля Фридриха Вильгельма I и его жены Софии Доротеи Ганноверской). Имели четырёх детей:
1. Павел Александр Карл Константин Фридрих Август (1805—1806);
2. Мария Луиза Александрина (1808—1877), замужем за Карлом Фридрихом, принцем Прусским;
3. Августа Мария Луиза Катерина (1811—1890), замужем за германским императором Вильгельмом I;
4. Карл Александр Август Иоганн (1818—1901).